# Operation Plymouth Rock
Die Operation Plymouth Rock bezeichnet einen neuntägigen Großangriff gegen Hochburgen irakischer Rebellen im Norden der Provinz Babil südlich von Bagdad, an dem ca. 5000 Soldaten aus Teilen der 24th Marine Expeditionary Unit der US Marines und das schottische Black Watch (Royal Highland Regiment) der britischen Armee sowie irakischen Einheiten beteiligt waren. Vom 23. November 2004 bis zum 2. Dezember 2004 wurden unter anderem die Städte Jabla, al-Iskandariyya und al-Latifiyya im sogenannten sunnitischen „Dreieck des Todes“ sowie wichtige Geländeabschnitte entlang des Flusses Euphrat eingenommen.
Die Offensive schloss sich unmittelbar der Operation Phantom Fury (auch Operation Al-Fajr genannt) in Falludscha an.